# 天主教雷孔基斯塔教區
天主教雷孔基斯塔教區（拉丁語：Dioecesis Reconquistensis）是阿根廷一個羅馬天主教教區，屬聖菲總教區。
教區成立於1957年2月11日，位於包括聖菲省北部。2010年有教友240,000人（佔轄區總人口87.9%）、二十個堂區、四十四名司鐸。目前教區主教席位處於出缺狀態。